# 台灣酒駕防制社會關懷協會
台灣酒駕防制社會關懷協會（英語：Taiwan Against Drunk Driving，簡寫TADD），是臺灣一個非營利組織，關注臺灣的酒駕與關懷弱勢酒駕受難者家屬議題，成立因2013年6月，柯文哲的學生臺大醫院創傷醫學部主治醫師曾御慈遭一酒駕闖紅燈的汽車業務員詹震山撞擊，送至亞東醫院，柯文哲雖至該院指揮急救，但最終仍宣告不治，柯文哲在此事件後成立台灣酒駕防制社會關懷協會，投入酒後駕車防治。
創會理事長陳敏香是柯文哲的學生臺大醫院急診部主治醫師曾御慈的媽媽。

## 歷史
2016年8月9日，該協會在江春男酒駕案後，曾開記者會，呼籲撤換駐新加坡台北代表處代表江春男。

## 出版作品
| 年度   | 播出日期   | 長度 | 網路節目劇名                 | 演員                                        |
| ------ | ---------- | ---- | ---------------------------- | ------------------------------------------- |
| 2015年 | 2015-01-15 | 6:19 | 《未完成的青春紀事》         | 鄭家純、陳伯東                              |
| 2016年 | 2016-11-24 | 0:30 | 《完命關頭酒─機車版 國語版》 | 解婕翎、阿虎、王俊傑、劉家成、 廖智祥、奇奇 |

## 外部連結
- 台灣酒駕防制社會關懷協會 （页面存档备份，存于）
- 台灣酒駕防制社會關懷協會的Facebook專頁
- 台灣酒駕防制社會關懷協會的X（前Twitter）
- YouTube上的台灣酒駕防制社會關懷協會頻道